# 7 Pułk Piechoty (III Rzesza)
7 Pułk Piechoty (niem. Infanterie-Regiment 7, IR 7) – pułk piechoty Reichswehry i Wehrmachtu.
Pułk został sformowany w 1923 roku na terenie III Okręgu Wojskowego. Stacjonował w Świdnicy, Brzegu i Nysie.

## Dowódcy
- płk Karl von Keiser 1923
- płk Lothar Fritsch 1923–1927
- płk Otto von Stülpnagel 1927–1929
- płk Hermann Metz 1929–1931
- płk Paul Gerhardt 1931–1933

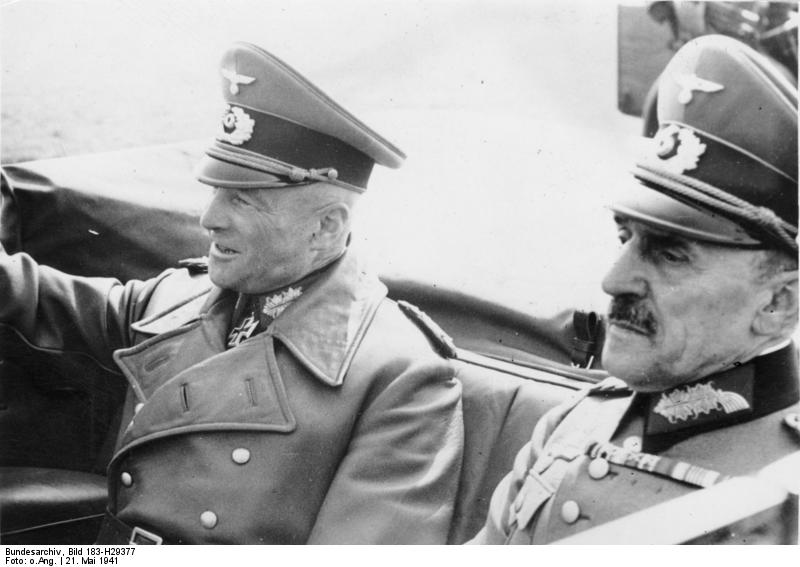
Otto von Stülpnagel (z prawej)

- płk Bernhard-Ulrich von Funetti 1933
- płk Eberhard Bohnstedt 1933–1935
- płk dr rer. pol. Richard Speich 1935–1937
- płk Wolf Boysen 1937–1939
- płk Kahlen 1939–1940
- płk Ehrenfried Boege 1940–1942
- ppłk Wanke 1942
- ppłk Nowak 1942